# Perdiz-magna
A Perdiz-magna (Alectoris magna) é uma ave galiforme pertencente à família Phasianidae. Ocorre unicamente na China.

## Taxonomia
Esta perdiz tem duas subespécies reconhecidas:
- A. m. lanzhouensis (Liu N., Huang Z., & Wen L., 2004)
- A. m. magna (Przevalski, 1876)